# Bob Ezrin
Bob Ezrin (eigentlich Robert Alan Ezrin, * 25. März 1949 in Toronto, Ontario) ist ein kanadischer Musiker und Plattenproduzent.

## Werdegang
Ezrin wurde als Plattenproduzent in den 1970er Jahren durch Produktionen mit Alice Cooper, Lou Reed, Pink Floyd, Peter Gabriel und Kiss bekannt. Seine bekannteste Produktion war das Pink-Floyd-Album The Wall.
Ezrin nutzte bei seinen Produktionen oft neue Techniken, wie z. B. Computer Sequencing oder Sampling. In den 1980er und 1990er Jahren arbeitete Ezrin mit Künstlern wie David Gilmour, Pink Floyd, Berlin, Rod Stewart, Héroes del Silencio, Julian Lennon, Bonham, The Jayhawks und Kula Shaker. In den 2010er und 2020er Jahren produzierte Ezrin fünf Alben von Deep Purple.

## Auszeichnungen
- 2004 wurde Ezrin in die Canadian Music Hall of Fame aufgenommen.[1]
- 2016 wurde er mit dem Juno Award als Produzent des Jahres ausgezeichnet.[2]

## Produzierte Alben (Auswahl)
| - 30 Seconds to Mars - 2002: 30 Seconds to Mars - Alice Cooper - 1971: Love It to Death - 1971: Killer - 1972: School’s Out - 1973: Billion Dollar Babies - 1975: Welcome to My Nightmare - 1976: Alice Cooper Goes to Hell - 1977: Lace and Whiskey - 1983: DaDa - 2000: Brutal Planet (als Executive Producer) - 2001: Dragontown (als Executive Producer) - 2011: Welcome 2 My Nightmare - 2017: Paranormal - 2019: The Breadcrumbs EP - 2021: Detroit Stories - 2023: Road - 2025: The Revenge of Alice Cooper | - David Gilmour - 1984: About Face - Deep Purple - 2013: Now What?! - 2017: Infinite - 2020: Whoosh! - 2021: Turning to Crime - 2024: =1 - Deftones - 2006: Saturday Night Wrist - Héroes del Silencio - 1995: Avalancha - Jane’s Addiction - 2003: Strays - Kansas - 1988: In the Spirit of Things | - Kiss - 1976: Destroyer - 1978: Double Platinum - 1981: Music from the Elder - 1992: Revenge - Lou Reed - 1973: Berlin - Peter Gabriel - 1977: Peter Gabriel (Car) - 2010: Scratch My Back - Pink Floyd - 1979: The Wall - 1987: A Momentary Lapse of Reason - 1994: The Division Bell |